# Полічна (гміна)
Гміна Полічна (пол. Gmina Policzna) — сільська гміна у центральній Польщі. Належить до Зволенського повіту Мазовецького воєводства.
Станом на 31 грудня 2011 у гміні проживало 5803 особи.

## Площа
Згідно з даними за 2007 рік площа гміни становила 112.35 км², у тому числі:
- орні землі: 84.00%
- ліси: 10.00%

Таким чином, площа гміни становить 19.67% площі повіту.

## Населення
Станом на 31 грудня 2011:
| Опис     | Загалом | Загалом | Чоловіки | Чоловіки | Жінки | Жінки |
| -------- | ------- | ------- | -------- | -------- | ----- | ----- |
| одиниця  | осіб    | %       | осіб     | %        | осіб  | %     |
| все      | 5803    | 100     | 2868     | 49.42    | 2935  | 50.58 |
| міське   | 0       | 100     | 0        |          | 0     |       |
| сільське | 5803    | 100     | 2868     | 49.42    | 2935  | 50.58 |

## Сусідні гміни
Гміна Полічна межує з такими гмінами: Ґарбатка-Летнісько, Ґневошув, Зволень, Пйонкі, Пулави, Пшиленк.